# Френк Картер (музикант)
Крістофер Френк Картер (народився 27 квітня 1984) — англійський музикант і тату-майстер. Відомий за участь в музичних гуртах Gallows, Pure Love і Frank Carter and the Rattlesnakes. За словами журналіста The Independent Ніка Хастеда, Картер відомий своїми «лютою присутністю на сцені» та «конфронтаційним образом».

## Біографія

### Gallows: 2005—2011

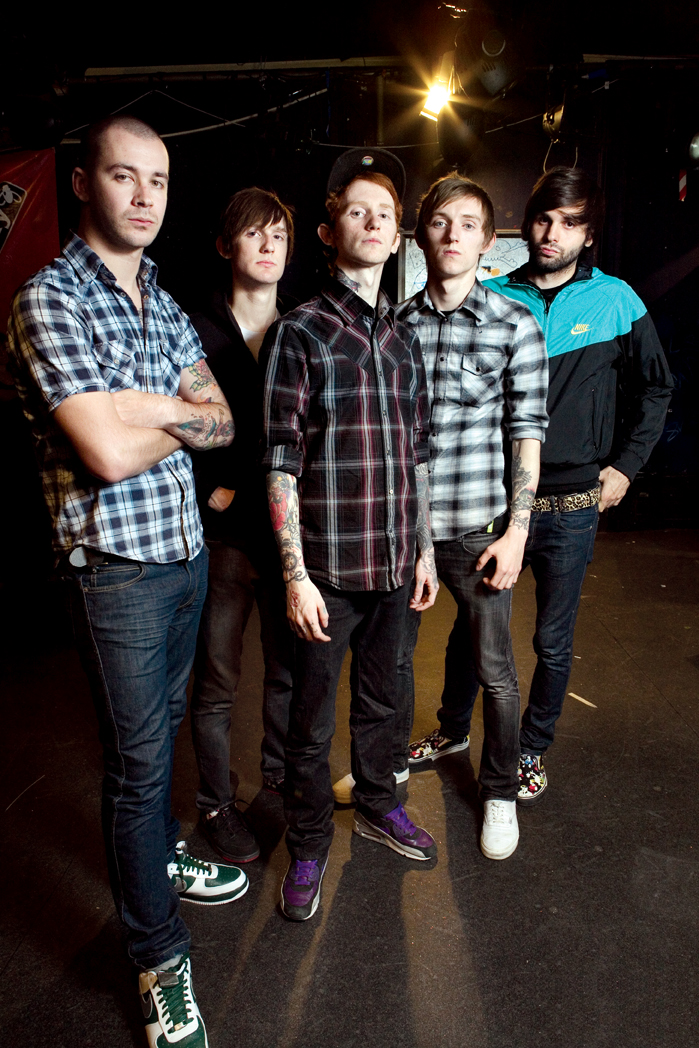
Gallows, 2007 рік

Картер створив Gallows у 2005 році під впливом музики гардкор-панк гуртів Black Flag, Minor Threat, Swing Kids та JR Ewing . Вони випустили свій дебютний альбом Orchestra of Wolves 25 вересня 2006 року на In at the Deep End Records у Великій Британії та Epitaph Records у США Альбом посів 57 місце в британських чартах.
2 травня 2009 року Gallows випустили свій другий альбом Grey Britain, який був концептуальним альбомом, заснованим на посткредитній кризі Британії, яка була «зосереджена на світі сміливого расизму, ксенофобії, злочинів із застосуванням ножа та неминучої психічної хвороби». Він досяг 20 місця в чартах Великобританії. Альбом призвів до того, що Warner Bros виключили групу через те, що вони вважали її занадто конфронтаційною політично. У 2011 році Картер покинув Gallows через творчі розбіжності та напруженість у групі.

### Frank Carter & the Rattlesnakes: 2015–дотепер

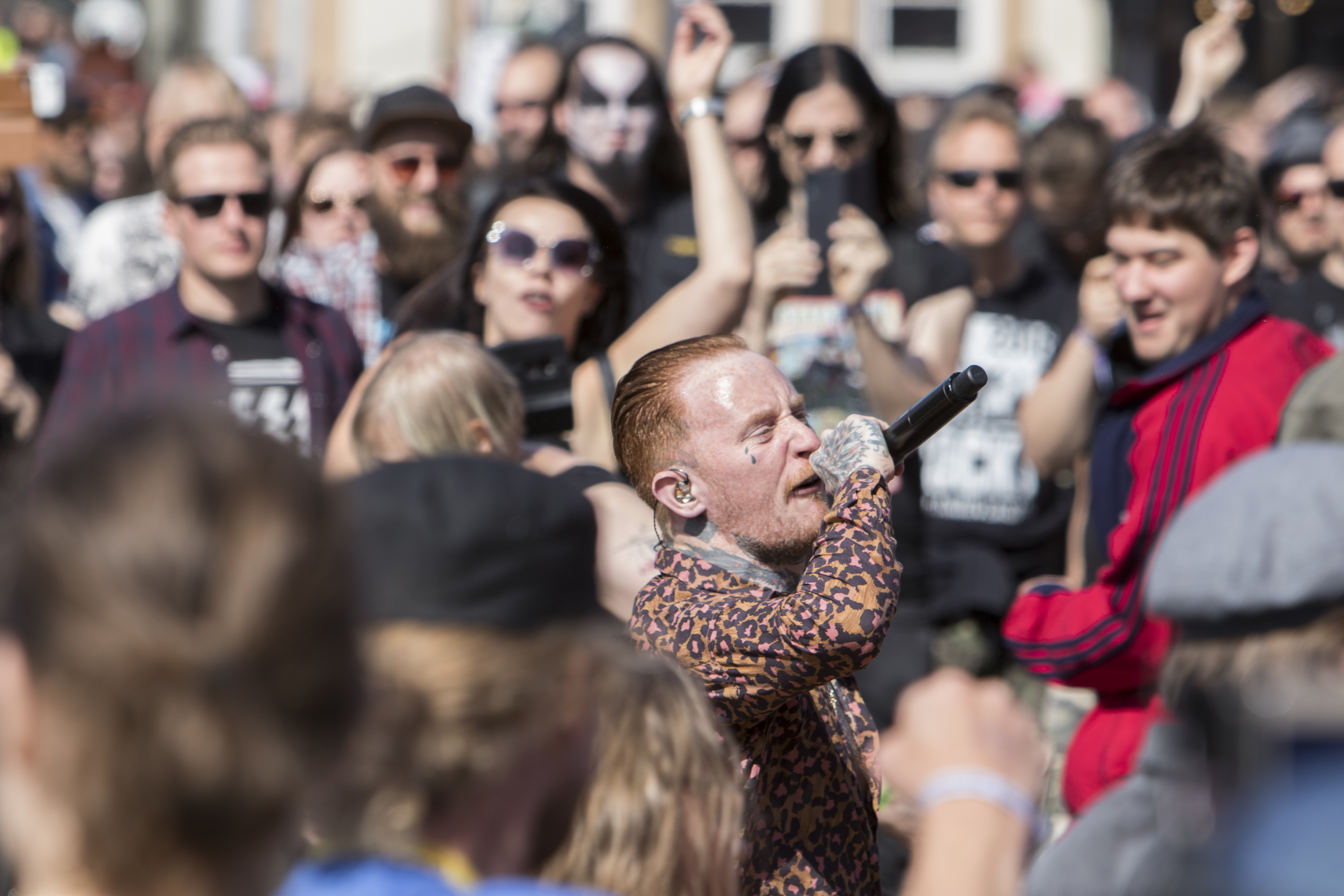
Картер виступає з Rattlesnakes у 2019 році

У квітні 2015 року Картер оголосив про створення нового гурту під назвою Frank Carter &amp; the Rattlesnakes, який на той час він описав як повернення до свого «гардкорного коріння». 14 вересня 2015 року the Rattlesnakes випустили свій дебютний альбом Blossom на лейблі International Death Cult. У рецензії в журнлі Metal Hammer письменниця Теа де Галліє описала, що Картер «може бути дорослим і батьком для своєї дитини, але він все ще здатний бути авторитетом для розлюченої молоді, яка надто молода, щоб слухати Sex Pistols». Альбом посів 18 місце в чартах Великобританії.
20 січня 2017 року the Rattlesnakes випустили свій другий альбом Modern Ruin. Він дебютував на сьомому місці в британському чарті альбомів. Альбом зберіг агресію та гардкорну чутливість з попередньої роботи гурту, але також включив елементи з попереднього проєкту Картера Pure Love. В інтерв'ю журналу Kerrang!, Картер заявив, що більша частина альбому описує алкоголізм, який він пережив після того, як на Різдво 2015 року порушив дванадцятирічний стрейтеджерський стиль життя.
3 травня 2019 року the Rattlesnakes випустили свій третій альбом End of Suffering на лейблі International Death Cult. Альбом досяг 4-ї позиції в чартах Великобританії. 6 червня Френк був зображений на обкладинці синглу Armed під назвою «Ft. Frank Turner», де насправді фігурував Френк Тернер, а не Картер. 23 і 25 серпня виступав як другий саппорт на фестивалях у Рідінгу та Лідсі з the Rattlesnakes, де вони заробили найбільше за участь у фестивалях. 19 вересня Френк потрапив в ДТП в Девоні в якому ледь не загинув, що призвело до скасування першого тижня запланованого туру the Rattlesnake по США/ 11 жовтня вийшов трек Can't Swim «Power» за участі Френка. 29 листопада Black Futures випустили спільний ремікс на пісню гурту Rattlesnakes «Crowbar».

## Особисте життя
Картер дотримувався стрейтейджерського способу життя, починаючи з 2003 року, однак на Різдво 2015 року зірвався. Деякий час після цього він боровся зі зловживанням алкоголем, але до лютого 2016 року він розвинув відносно здорові стосунки з речовинами.
Френк відверто говорить про свою боротьбу з тривогою. В інтерв'ю Music Feeds він заявив, що його боротьба триває з його семи років.
Був одружений на шотландській татуювальниці Сарі Картер Шор, однак пара розлучилася на початку 2018 року. Має тату з її іменем зліва над тазом. У них є одна спільна дитина, дочка Мерсі Роуз Картер.